# 64P/Swift-Gehrels
Pour les articles homonymes, voir Swift et Gehrels.
La comète Swift-Gehrels, officiellement 64P/Swift-Gehrels, est une comète périodique du système solaire, découverte le 16 novembre 1889 par Lewis Swift à l'observatoire Warner, Rochester dans l'État de New York.